# Gioseffo Zarlino
Gioseffo Zarlino, född den 31 januari 1517 i Chioggia, död den 13 mars 1590 i Venedig, var en italiensk musikteoretiker.
Zarlino studerade teologi och inträdde i minoritorden 1537, men lärde samtidigt musik för Willaert och blev 1565 Cipriano de Rores efterträdare som kapellmästare vid Markuskyrkan i Venedig. Av republiken fick han flera gånger uppdrag att musikaliskt illustrera dess stora fester, men av hans kompositioner finns ingenting i behåll annat än ett band Modulationes sex vocum, en mässa samt några motetter. 
Sin stora betydelse har Zarlino vunnit genom tre teoretiska verk: Istituzioni harmoniche (1558), Dimostrazioni harmoniche (1571), Sopplimenti musicali (1588). I synnerhet det förstnämnda blev epokgörande genom att det en gång för alla fastställde Ptolemaios bestämmelser för den diatoniska skalans intervall, nämligen tre stora och två små heltoner med förhållandena 8:9 och 9:10 samt två stora halvtoner med förhållandet 15:16. 
Även om det blev häftigt angripet av Vincenzo Galilei, som ville fastslå den pytagoreiska läran, att alla heltoner är stora och halvtonerna endast har förhållandet av ett "limma" (det vill säga 243:256), blev Zarlinos system stadfäst av eftervärlden. Praktiskt fick det betydelse huvudsakligen därigenom att den förut som en dissonans betraktade tersen blev konsonans. 
Zarlino hade redan tre århundraden före Hauptmann en klar uppfattning av durtreklangen och molltreklangen som harmonins grundval. Även den senare införda, liksvävande temperaturen – som för övrigt kan spåras tillbaka ända till Aristoxenos – hade i Zarlino en förespråkare, och i Istituzioni gav han dessutom en fullständig framställning av läran om kontrapunkt.